# Ектор Ребаке
Ектор Ребаке (на испански: Héctor Rebaque) е мексикански автомобилен състезател, участвал и във Формула 1.
Роден е в Мексико Сити на 5 февруари 1956 г. Има 41 участия и 13 точки в световния шампионат.